# Nevřeň
Nevřeň település Csehországban, a Észak-plzeňi járásban. Nevřeň Všeruby, Nekmíř, Město Touškov, Čeminy, Žilov és Příšov településekkel határos. Lakosainak száma 305 fő (2024. január 1.).

## Népesség
A település lakosságának változását az alábbi diagram mutatja:
| Lakosok száma | 392  | 322  | 512  | 316  | 243  | 268  | 284  | 294  | 296  | 305  |
|               | 1869 | 1900 | 1921 | 1961 | 1980 | 2011 | 2016 | 2019 | 2021 | 2024 |